# Lijst van voetbalinterlands Armenië - Israël
Deze lijst van voetbalinterlands is een overzicht van alle officiële voetbalwedstrijden tussen de nationale teams van Armenië en Israël. De landen speelden tot op heden een keer tegen elkaar. Dat was een vriendschappelijk duel op 12 februari 2003 in Ramat Gan.

## Wedstrijden
| № | Plaats    | Datum            | Competitie        | Wedstrijd        | Uitslag |
| - | --------- | ---------------- | ----------------- | ---------------- | ------- |
| 1 | Ramat Gan | 12 februari 2003 | Vriendschappelijk | Israël – Armenië | 2 – 0   |

## Samenvatting
| Competitie        | Totaal gespeeld | Winst Armenië | Gelijk | Winst Israël | Doelsaldo Armenië – Israël |
| ----------------- | --------------- | ------------- | ------ | ------------ | -------------------------- |
| Vriendschappelijk | 1               | 0             | 0      | 1            | 0 − 2                      |
| Totaal            | 1               | 0             | 0      | 1            | 0 − 2                      |

Wedstrijden bepaald door strafschoppen worden, in lijn met de FIFA, als een gelijkspel gerekend.